# Ligdia adustata
Ligdia adustata là một loài bướm đêm trong họ Geometridae.

## Hình ảnh

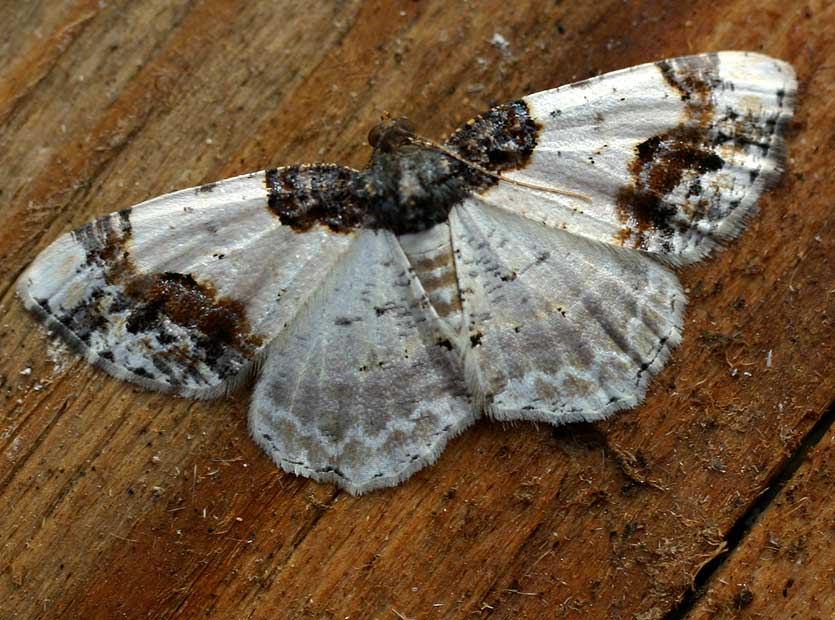
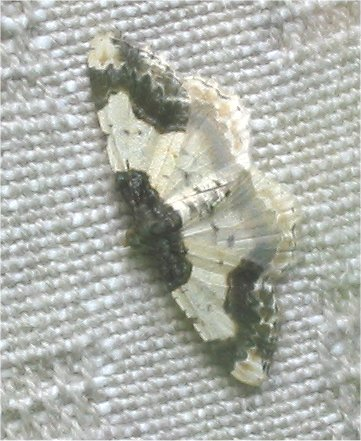
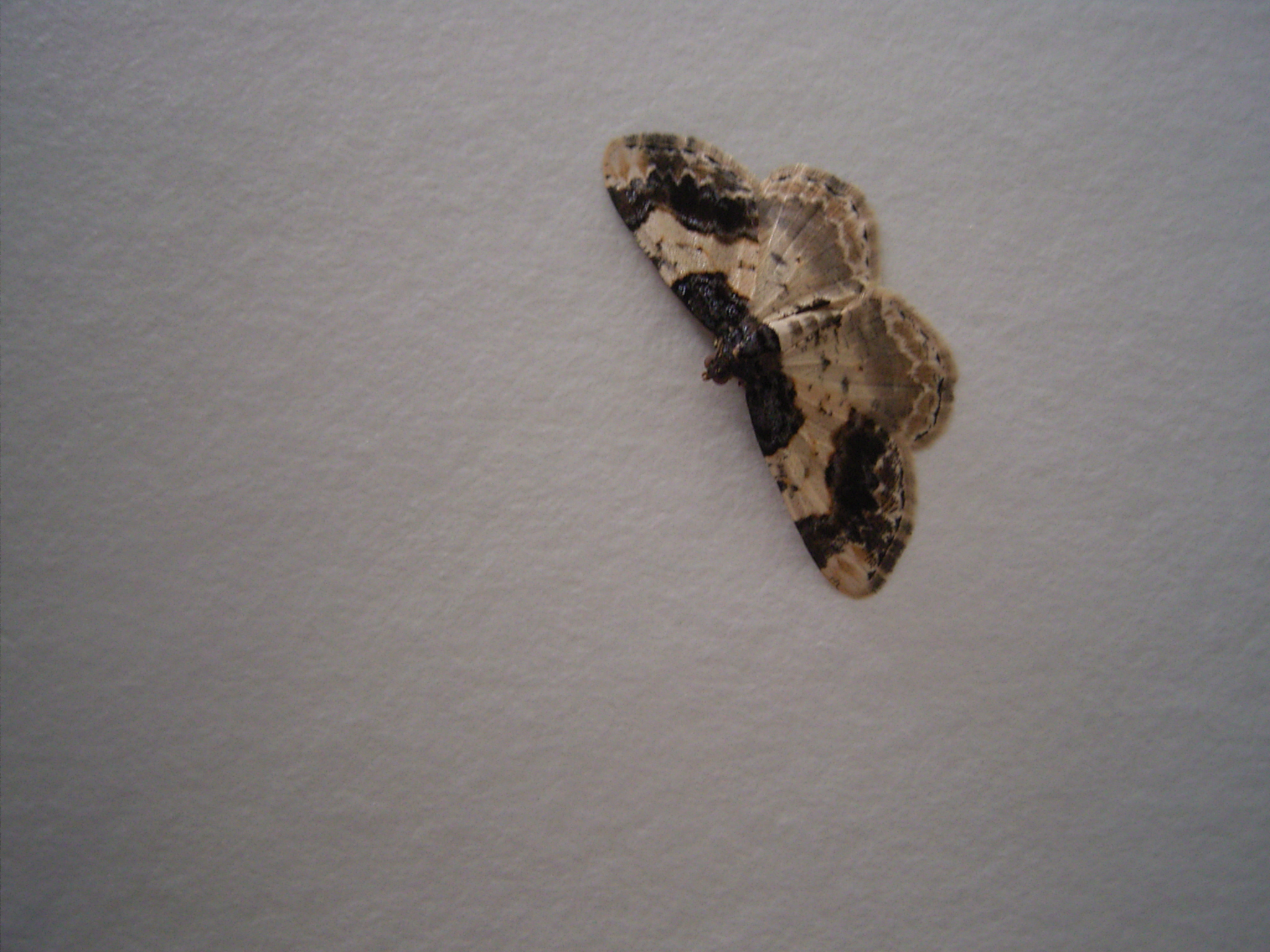
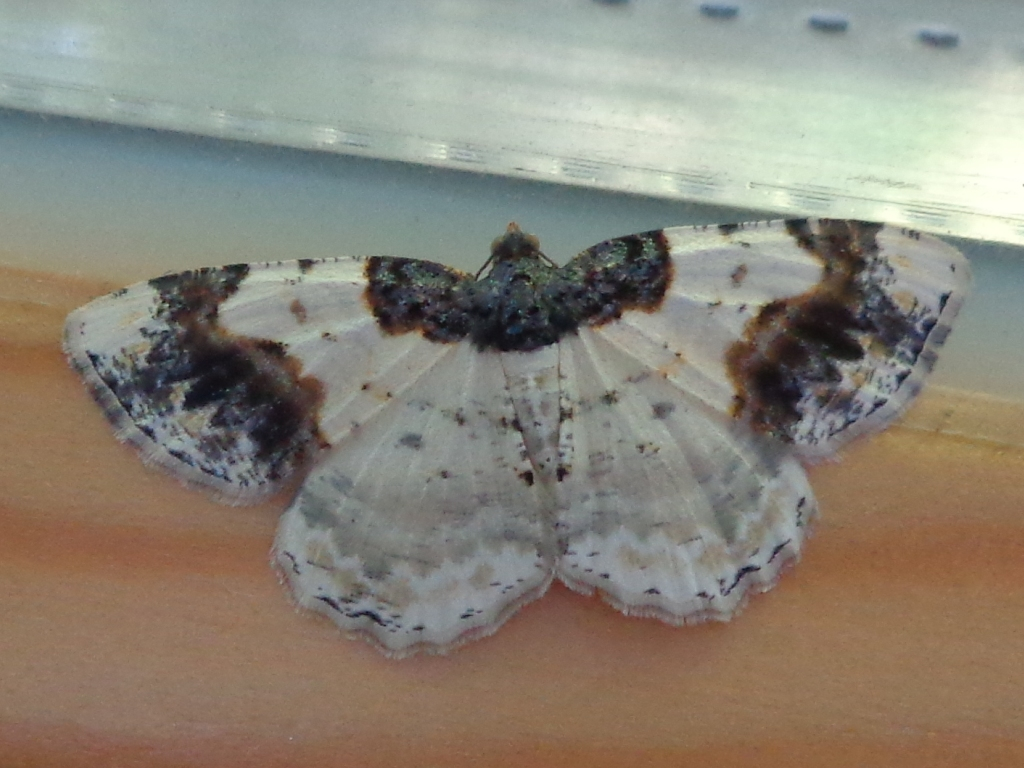